# Walter Rummel (Mediziner)

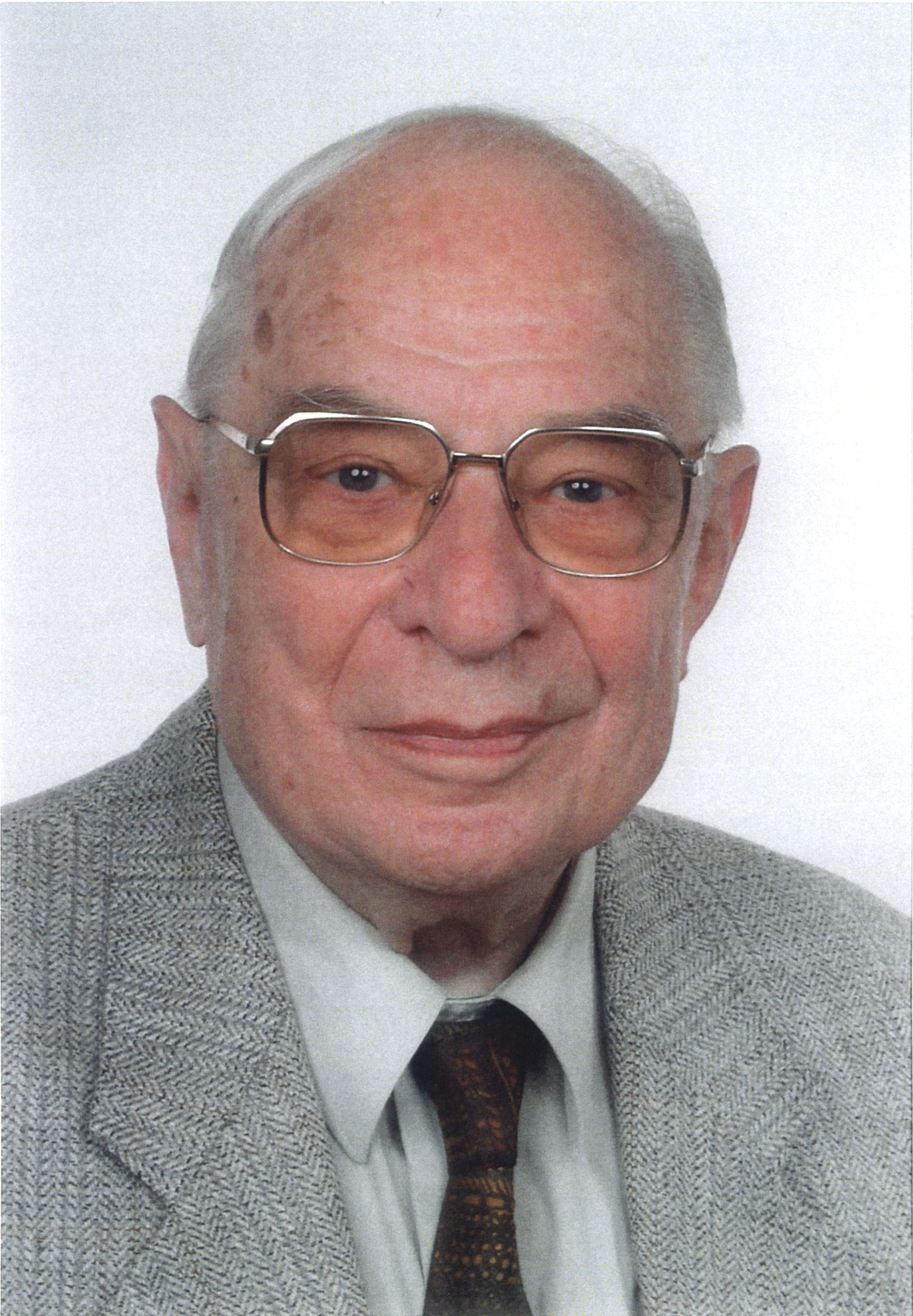
Walter Rummel (2005)

Walter Heinz Rummel (* 23. Oktober 1921 in Freiburg im Breisgau; † 4. Juli 2015) war ein deutscher Arzt und Pharmakologe. Er war 32 Jahre Lehrstuhlinhaber für Pharmakologie und Toxikologie an der Universität des Saarlandes in Homburg.

## Leben
Seine Eltern waren der Musiklehrer Bruno Rummel und dessen Frau Gertrud geb. Laternser. Walter besuchte das humanistische Freiburger Berthold-Gymnasium. Als einem Mitglied des – 1938 verbotenen – Bundes der Deutschen Katholischen Jugend wurde ihm die Immatrikulation an einer Universität verweigert. Er bewarb sich deshalb um die Ausbildung zum Sanitätsoffizier, begann das Medizinstudium an der Militärärztlichen Akademie in Berlin und setzte es in Würzburg, Gießen, Freiburg und Tübingen fort. In Gießen und Würzburg belegte er auch philosophische Lehrveranstaltungen. Im Jahr 1946 bestand er das Staatsexamen und wurde mit einer bei dem Freiburger Pathologen Franz Büchner angefertigten Dissertation „Beitrag zur normalen und pathologischen Histologie der sympathischen Cervical-Ganglien des Menschen“ zum Dr. med. promoviert. Außer in der Pathologie arbeitete er auch am Freiburger Physiologischen Institut bei Paul Hoffmann. 1947 folgte das Pharmakologische Institut der Medizinischen Akademie Düsseldorf, geleitet von Hellmut Weese und ab 1951 von Fritz Hahn. Bestimmend für Rummels Zukunft wurden eineinhalb Jahre an der Universität Bern, und zwar am Physiologischen Institut bei Alexander von Muralt und am Pharmakologischen Institut bei Walther Wilbrandt. Vor allem Wilbrandts Forschungen über die Permeabilität biologischer Membranen und den Membrantransport beeinflussten ihn, kenntlich schon am Thema seiner Habilitationsschrift 1952 „Energetik und Organisation selektiver Permeabilität“. 1958 wurde er als Nachfolger von Robert Domenjoz (1908–2000) auf den Homburger Lehrstuhl berufen. 1962/1963 war er Dekan der Homburger Medizinischen Fakultät. Einen Ruf nach Tübingen lehnte er 1970 ab. Auch nach seiner Emeritierung 1990 lebte er weiter in Homburg. Mit seiner Frau Auguste Amalie geb. Seitz, die er 1947 heiratete, hatte er drei Töchter und einen Sohn.

## Werk
Nach Arbeiten über die Wirkstoffgruppe der Analeptika haben besonders Rummels Forschungen zur Resorption des Eisens, zu anderen Membrantransporten und zur Wirkstoffgruppe der Abführmittel das pharmakologische Wissen erweitert.

### Analeptika
Diese Untersuchungen hat Rummel unter Leitung von Fritz Hahn in Düsseldorf durchgeführt. Zu den Analeptika zählte Hahn in einem Übersichtsartikel unter anderem Pentetrazol, Nikethamid, Strychnin, Campher und die Methylxanthine wie das Coffein. Alle lösen in hohen Dosen Krämpfe aus. Das Interesse der Düsseldorfer Pharmakologen galt vor allem der Wirkung auf den Blutkreislauf und – mit Elektroenzephalografie als Methode – den Wirkorten für die Krampfauslösung. Beim Pentetrazol war es das Gehirn. Pentetrazol wird daher in der tierexperimentellen Epilepsieforschung benutzt. Im Übrigen sind die Analeptika bis auf die Methylxanthine therapeutisch verlassen; sie sind auch, was die Wirkmechanismen angeht, inhomogen und darum als Klassifizierungseinheit obsolet.
Mit der Analeptika-Forschung verwandt ist Rummels spätere Forschung, gemeinsam mit Joachim Knabe vom Institut für Pharmazeutische Chemie der Universität des Saarlandes, über Wirkunterschiede zwischen den Enantiomeren von Barbituraten. Manche wirkten nicht als Schlafmittel und krampfhemmend, sondern im Gegenteil krampfauslösend. Die Wirkunterschiede wiesen auf die Existenz von spezifischen Rezeptoren für diese Stoffe hin.

### Eisenresorption
Von nachhaltiger Bedeutung sind Rummels Arbeiten über die Resorption von Eisen aus dem Verdauungstrakt. In seinen beiden ersten Publikationen zeigte er, jetzt selbständiger Wissenschaftler, mit Hilfe des radioaktiven Eisenisotops 59Fe, dass Phosphate die Resorption hemmen, Komplexbildner wie Ascorbinsäure und Cystein sie dagegen fördern. Die Rolle von Komplexbildnern wurde eingehend geprüft. Einige, wie Ascorbinsäure und die Aminosäure Cystein, wirken gleichzeitig als Reduktionsmittel, die Fe(III), dreiwertiges Eisen, zu Fe(II), zweiwertigem Eisen, reduzieren. Beim Nachdenken über Eisen-Komplexe schien es Rummel interessant, einen Komplex von Eisen(II)-sulfat mit einer nicht-reduzierenden Aminosäure herzustellen, nämlich mit Glycin. Dafür wurde ihm 1955 sowohl in Deutschland als auch in den USA ein Patent erteilt. Der Fe(II)-glycin-sulfat-Komplex wurde von der Dr. Schwarz KG in Monheim am Rhein, heute Teil des UCB-Konzerns, als ferro sanol® auf den Markt gebracht. Ferrosanol ist bis heute das am häufigsten verordnete Eisenpräparat zur Behandlung von Eisenmangelanämien und überhaupt das am häufigsten verordnete Antianämikum. In Deutschland wurden im Jahr 2009 34,4 Millionen Tagendosen verordnet.
Rummel hat sich dann in die Details der Eisenresorption vertieft. Proteine waren entscheidend beteiligt. Eines, Protein 2, war bei Mäusen, die durch Gendefekt an einer Anämie litten, vermindert. Es war nicht zur Aufnahme des Eisens aus dem Darmlumen in die Epithelzellen der Darmschleimhaut notwendig, sondern zum Verlassen der Epithelzellen auf ihrer dem Blut zugekehrten Gegenseite. In beiden Fällen, sowohl auf der Darmlumenseite wie auf der Gegenseite, passierte das Eisen die Zellmembran als Fe(II), nicht als Fe(III). 1973 hat Rummel das Thema mit seinem Schüler Wolfgang Forth, 1995 mit seinem Schüler Peter Wollenberg in Übersichtsartikeln zusammengefasst. Späteren Methoden blieb es vorbehalten, die Transportproteine und die das Eisen reduzierenden und oxidierenden Enzyme molekular zu identifizieren.

### Vanadium in Seescheiden
Wie man seit Anfang des 19. Jahrhunderts weiß, enthalten Seescheiden (Ascidien) hohe Konzentrationen des chemischen Elements Vanadium. In manchen ihrer Blutzellen ist es gegenüber dem Meerwasser millionenfach angereichert. Die Tiere besitzen mehrere Vanadium-bindende Proteine, sogenannte Vanabine. Rummel untersuchte die Anreicherung mit einer Gruppe von Wissenschaftlern um den Biochemiker und Meeresbiologen Hans-Joachim Bielig (* 1912) in der Zoologischen Station Neapel. Die Tiere nahmen das Vanadium durch ihren Kiemendarm auf, und die Anreicherung war ein aktiver Transport. Gerade seine Abgelegenheit machte das Thema – neben antiken Stätten wie Paestum – für Rummel attraktiv. Bis heute (2011) ist die physiologische Funktion des Vanadiums bei den Seescheiden unbekannt. Die Annahme, es diene wie das Eisen im Hämoglobin zum Sauerstofftransport, hat sich als falsch herausgestellt.

### Abführmittel
Sie gehören zu den ersten Stoffen, deren pharmakologische Wirkung dem Menschen auffiel, und sie besitzen große praktische Bedeutung. Die Gruppe Rummels in Homburg hat frühere vage Vorstellungen, sie „reizten“ die Darmschleimhaut und regten so die Darmperistaltik an, präzisiert und die heute gültige Einteilung in Gleitmittel wie dickflüssiges Paraffin, osmotisch wirkende Stoffe wie Lactulose, Quellmittel wie Leinsamen und schließlich – eine Namensprägung von Rummels Gruppe – antiabsorptiv-sekretagog wirkende Stoffe wie Rizinusöl, die Anthrachinone und das Bisacodyl etabliert.
Für ihre erste Untersuchung verwendeten Forth, Rummel und ihre Mitarbeiter vor allem Bisacodyl. Sie folgerten: „Die Laxantien, die Gegenstand dieser Untersuchung waren, werden zu der Gruppe der am Dickdarm angreifenden Abführmittel gerechnet. Die Wirkung soll auf einer Erregung der Motorik beruhen. Es besteht keine Klarheit darüber, ob es sich um eine direkte oder indirekte Erregung handelt. ... Der für die Aufklärung des Wirkungsmechanismus dieser Substanzen wichtigste Befund ist die Tatsache, daß sie die Salz- und Wasserresorption hemmen. Der Dickdarm erwies sich dabei als mehrfach empfindlicher. Darüber hinaus kam es am Colon im Gegensatz zum Verhalten am Jejunum nicht nur zu einer Hemmung der Na- und Wasserresorption, sondern bei höheren, aber durchaus im therapeutischen Bereich liegenden Konzentrationen von Bisacodyl z. B. zu einer Umkehr des Nettofluxes, d. h. zu einem Nettoausstrom in den Darm. ... Zum Schluß erscheint es uns empfehlenswert, unter den Laxantien die Gruppe von Stoffen, die in hoher Verdünnung den Natrium- und Wasser-Nettotransport vom Darm ins Blut hemmen bzw. umkehren, entsprechend ihrem besonderen Wirkungsmechanismus als antiresorptiv und sekretionsfördernd wirkende Laxantien von den primär osmotisch oder primär motorisch wirkenden Substanzen abzugrenzen.“ Heute wird erforscht, inwieweit eine Hemmung der Natrium-Kalium-Pumpe, Prostaglandine, Plättchenaktivierender Faktor oder Stickstoffmonoxid an der antiabsorptiv-sekretagogen Wirkung beteiligt sind.

### Lehre und Berufspolitik
1975 erschien erstmals, von Wolfgang Forth, dem Würzburger Toxikologen Dietrich Henschler und Rummel verfasst, die „Allgemeine und systematische Pharmakologie und Toxikologie“, die heute (2015), von anderen herausgegeben, in der 11. Auflage vorliegt.
Rummel gehörte von 1966 bis 1993 der Arzneimittelkommission der deutschen Ärzteschaft an, von 1969 bis 1993 als Vorstandsmitglied, ab 2003 als Ehrenmitglied. Er war Gründungsmitglied der Ethikkommission der Ärztekammer des Saarlandes, Mitglied des Senats der Deutschen Forschungsgemeinschaft und Mitglied der Arzneimittelkommission des Großherzogtums Luxemburg.

## Schüler
Die folgenden Wissenschaftler haben sich zu Rummels Zeit in Homburg habilitiert oder nach ihrer Tätigkeit dort führende akademische Stellungen erreicht (mit Eintrittsjahr ins Institut):
- Karl Pfleger (1958), später Leiter einer neu gegründeten Abteilung für Toxikologie und Biochemische Pharmakologie
- Ilmar Jurna (1959)
- Ernst Seifen (1959), später Professor am Department of Pharmacology and Toxicology der University of Arkansas in Little Rock, Arkansas
- Wolfgang Forth (1960), später Lehrstuhlinhaber an der Ruhr-Universität Bochum und der Ludwig-Maximilians-Universität München
- Horst Paul Büch (1962)
- Josef Baldauf (1962)
- Gerfried Nell (1969), später Präsident der österreichischen Gesellschaft für pharmazeutische Medizin e. V. (GPMed) und Präsident der International Federation of Associations of Pharmaceutical Physicians and Pharmaceutical Medicine (IFAPP)
- Helmut A. Hübers (1970), später an der Hämatologischen Abteilung der University of Washington in Seattle, Washington
- Hans Hilarius Maurer (1979), später Pflegers Nachfolger als Leiter der nun so genannten Abteilung für experimentelle und klinische Toxikologie
- Robert J. Bridges (1981), später Professor für Physiologie und Biophysik an der Rosalind Franklin University of Medicine and Science in Chicago, Illinois
- Martin Diener (1986), später Leiter des Instituts für Veterinär-Physiologie und -Biochemie der Justus-Liebig-Universität Gießen